# Seven Years in Tibet (soundtrack)
Seven Years in Tibet is de originele soundtrack van de gelijknamige film uit 1997, gecomponeerd en gedirigeerd door John Williams.
Als solo-cellist speelde Yo-Yo Ma mee op meerdere stukken van het album Op de soundtrack zong ook het Gyuto Monks Tibetan Tantric Choir.

## Tracklijst
| Nr. | Titel                                 | Duur |
| --- | ------------------------------------- | ---- |
| 1.  | Seven Years in Tibet                  | 7:08 |
| 2.  | Young Dalai Lama and Ceremonial Chant | 2:14 |
| 3.  | Leaving Ingrid                        | 2:43 |
| 4.  | Peter's Rescue                        | 3:45 |
| 5.  | Harrer's Journey                      | 4:05 |
| 6.  | The Invasion                          | 5:08 |
| 7.  | Reflections                           | 4:41 |
| 8.  | Premonitions                          | 2:56 |
| 9.  | Approaching the Summit                | 5:44 |
| 10. | Palace Invitation                     | 4:46 |
| 11. | Heinrich's Odyssey                    | 8:03 |
| 12. | Quiet Moments                         | 4:21 |
| 13. | Regaining a Son                       | 1:48 |
| 14. | Seven Years in Tibet (Reprise)        | 7:13 |

## Hitnoteringen

### NPO Klassiek Filmmuziek Top 200
| Seven Years in Tibet in de NPO Klassiek Filmmuziek Top 200 | Seven Years in Tibet in de NPO Klassiek Filmmuziek Top 200 | Seven Years in Tibet in de NPO Klassiek Filmmuziek Top 200 | Seven Years in Tibet in de NPO Klassiek Filmmuziek Top 200 |
| Jaar                                                       | 2023                                                       | 2024                                                       | 2025                                                       |
| ---------------------------------------------------------- | ---------------------------------------------------------- | ---------------------------------------------------------- | ---------------------------------------------------------- |
| Positie                                                    | 91                                                         | 103                                                        | 102                                                        |